# Walter Lang
Walter Lang (Memphis, 10 agosto 1896 – Palm Springs, 7 febbraio 1972) è stato un regista e sceneggiatore statunitense.

## Biografia
Nato nel 1896, combatté durante la prima guerra mondiale sul fronte francese. In seguito trovò un lavoro come segretario nell'ufficio di una casa di produzione cinematografica a New York e si avvicinò al cinema, arrivando a dirigere il suo primo film nel 1926. Con l'avvento del sonoro, decise di lasciare la celluloide per la pittura e si trasferì a Parigi per mettersi alla prova. L'esperimento non andò a buon fine e Lang tornò ben presto in America, di nuovo dietro la macchina da presa.
Specialista in commedie leggere, nelle quali diresse attrici come Betty Grable, Loretta Young e talvolta Shirley Temple, durante la sua carriera realizzò pellicole quali Una notte a Broadway (1940), Appuntamento a Miami (1941), Governante rubacuori (1948), un'insolita commedia con protagonista Mister Belvedere (Clifton Webb), un uomo che svolge l'attività di governante. Nel 1956 ottenne la candidatura all'Oscar al miglior regista per Il re ed io, interpretato da Yul Brynner. Nel 1961 si ritirò a vita privata e morì dodici anni dopo.

## Filmografia

### Regista
- The Golden Web (1926)
- Money to Burn (1926)
- The Satin Woman (1927)
- By Whose Hand? (1927)
- The College Hero (1927)
- Sally in Our Alley (1927)
- Cock o' the Walk, co-regia Roy William Neill (1930)
- Brothers (1930)
- Women Go on Forever (1931)
- La disfatta delle amazzoni (Warrior's Husband) (1933)
- Vigliaccheria (Whom the Gods Destroy) (1934)
- Il grande Barnum (The Mighty Barnum) (1934)
- Carnival (1935)
- Hooray for Love (1935)
- La bisbetica innamorata (Love Before Breakfast) (1936)
- Mia moglie cerca marito (Second Honey Moon) (1937)
- La gelosia non è di moda (Wife, Doctor and Nurse) (1937)
- Chi vuole un milione? (I'll Give a Milion) (1938)
- La baronessa e il maggiordomo (The Baroness and the Butler) (1938)
- Susanna e le Giubbe Rosse (Susannah of the Mounties) (1939)
- La piccola principessa (The Little Princess) (1939)
- Alla ricerca della felicità (The Blue Bird) (1940)
- Una notte a Broadway (Tin Pan Alley) (1940)
- La via delle stelle (Star Dust) (1940)
- Appuntamento a Miami (Moon over Miami) (1941)
- Tre settimane d'amore (Weekend in Havana) (1941)
- Maia, la sirena delle Hawaii (Song of the Islands) (1942)
- Il magnifico fannullone (The Magnificent Dope) (1942)
- L'isola delle sirene (Coney Island) (1943)
- Samba d'amore (Greenwich Village) (1944)
- Festa d'amore (State Fair) (1944)
- Non dirmi addio (Sentimental Journey) (1946)
- La vita è nostra (Claudia and David) (1946)
- Come nacque il nostro amore (Mother Wore Tights) (1947)
- Governante rubacuori (Sitting Pretty) (1948)
- Sono tua (You Are My Everything) (1949)
- Dodici lo chiamano papà (Cheaper by the Dozen) (1950)
- La fortuna si diverte (The Jackpot) (1950)
- Divertiamoci stanotte (On the Riviera) (1951)
- La dominatrice del destino (With a Song in My Heart) (1952)
- Chiamatemi Madame (Call me Madam) (1953)
- Follie dell'anno (There's no Business Like Show Business) (1954)
- Il re ed io (The King and I) (1956)
- La segretaria quasi privata (Desk Set) (1957)
- Ma non per me (But Not For Me) (1959)
- Can-Can (1960)
- Biancaneve e i tre compari (Snow White and Three Stooges) (1961)
- Carosello matrimoniale (The Marriage Go-Round) (1961)

### Sceneggiatore
- The Satin Woman, regia di Walter Lang (1927)
- La disfatta delle amazzoni (The Warrior's Husband), regia di Walter Lang (1933)